# Oliver Jeffers

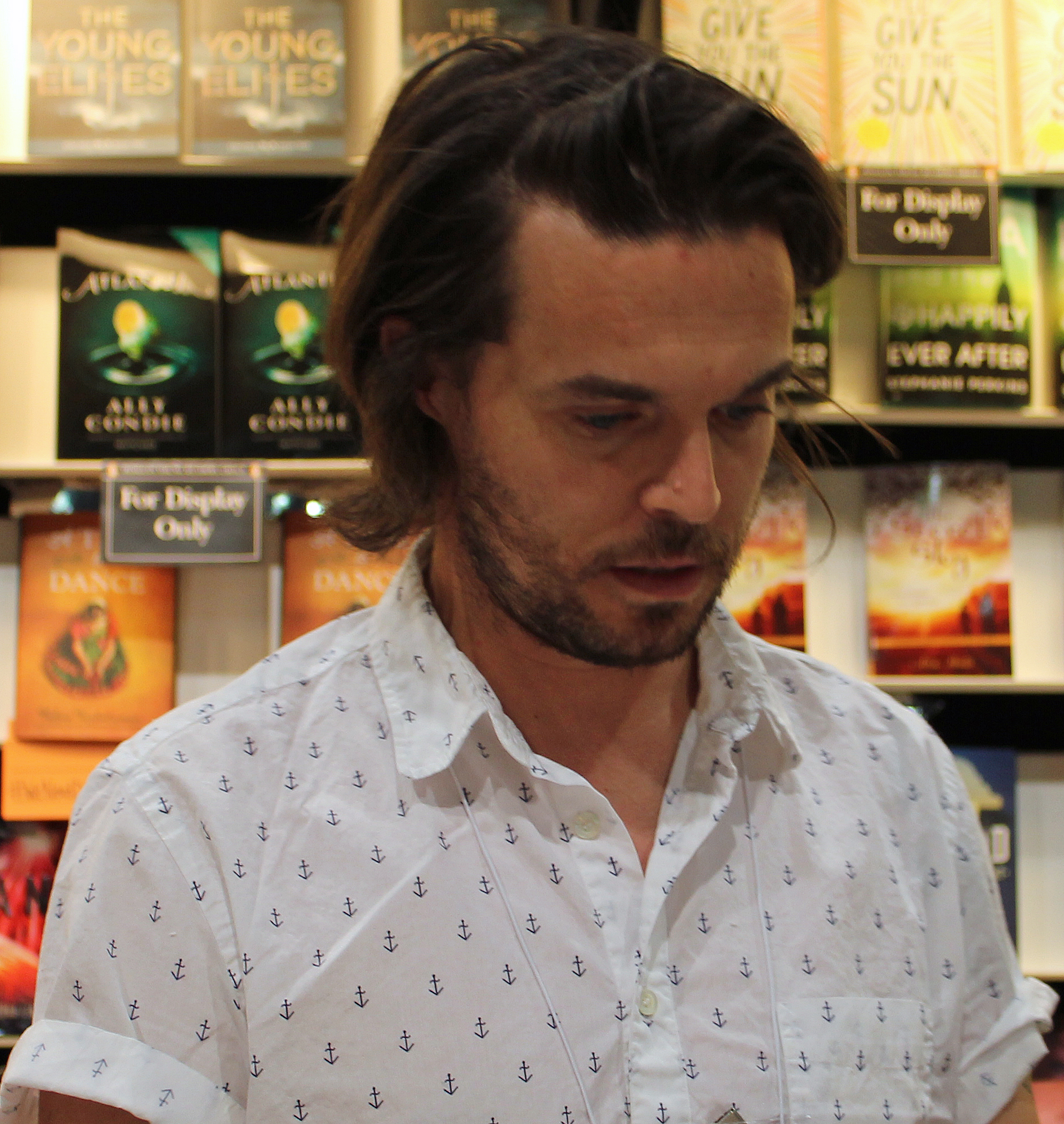
Oliver Jeffers

Oliver Jeffers (Port Hedland, 1977) is een Brits schrijver en illustrator van kinderboeken.

## Leven
Jeffers is werd geboren in Australië, maar groeit op in Belfast in Noord-Ierland. Als tiener wilde hij drummer worden, maar toen dat niets werd begon hij met tekenen en schilderen. Hij studeerde Illustration and Visual Communication aan de Universiteit van Ulster. Jeffers woont en werkt in Brooklyn, New York.

## Werk
Oliver Jeffers schrijft en illustreert prentenboeken.
Zijn eerste drie prentenboeken, Mijn eigen ster, Laat me niet alleen en The way back home, volgen hetzelfde jongetje dat een ster wil vangen, vriendschap sluit met een pinguïn en naar de maan reist. In de verhalen verwerkte hij humor en subtiele details. Zijn boeken hebben vaak een thema, zoals vriendschap, eenzaamheid, onafhankelijkheid en verbeelding, en gaan over het alledaagse dat fantasievol wordt geïllustreerd. Dit is bijvoorbeeld te zien in het boek Vast, over een jongen die zijn vlieger uit een boom probeert te krijgen. Het prentenboek De ongelooflijk bijzondere boekeneter kenmerkt zich doordat er letterlijk een hap uit de kaft van het boek genomen is.
"Jeffers' illustraties stralen een kinderlijke eenvoud uit." Voor de prentenboeken gebruikt hij verschillende technieken.
Jeffers’ prentenboeken zijn vertaald in meer dan dertig talen en halen geregeld de New York Times Best Seller list. Zijn werk beperkt zich niet tot prentenboeken alleen. Hij maakt ook covers, posters, tijdschriften, cd- en platenhoezen, en is beeldend kunstenaar.

## Bekroningen
- 2011: Kinder- en Jeugdjury Vlaanderen (KJV) voor De ongelooflijk bijzondere boekeneter
- 2018: Sardes-Leespluim voor Die eland is van mij
- 2019: Zilveren Griffel voor Die eland is van mij. Het boek werd vertaald door Berd Ruttenberg